# ISO 3166-2:HT
ISO 3166-2:HT è uno standard ISO che definisce i codici geografici delle suddivisioni di Haiti; è un sottogruppo dello standard ISO 3166-2.
Sono assegnati codici ai 10 dipartimenti; essi sono formati da HT- (sigla ISO 3166-1 alpha-2 dello Stato), seguito da due lettere.

## Codici
| Codice | Dipartimento |
| ------ | ------------ |
| HT-AR  | Artibonite   |
| HT-CE  | Centro       |
| HT-GA  | Grand'Anse   |
| HT-NI  | Nippes       |
| HT-ND  | Nord         |
| HT-NE  | Nordest      |
| HT-NO  | Nordovest    |
| HT-OU  | Ovest        |
| HT-SD  | Sud          |
| HT-SE  | Sudest       |